# Naman Keïta
Naman Keïta, född den 9 april 1978 i Paris, är en fransk friidrottare som tävlar på 400 meter häck.
Keïtas genombrott kom under VM 2003 i Paris där han var med i det franska stafettlag på 4 x 400 meter som vann guld. Vid samma mästerskap blev han utslagen i semifinalen på 400 meter häck. Vid Olympiska sommarspelen 2004 i Aten blev han bronsmedaljör på 400 meter häck på tiden 48,26. 
Han deltog även vid VM i Helsingfors där han tog sig vidare till finalen men slutade på femte plats. En finalplats blev det även vid EM i Göteborg och denna gång slutade han på fjärde plats. 
Inför VM 2007 i Osaka stängdes han av i två år för dopingbrott.

## Personligt rekord
- 400 meter häck - 48,17 (2004)